# Radikal 197
Radikal 197 mit der Bedeutung „Salz, Mutterlauge“ ist eines von sechs traditionellen Radikalen der chinesischen Schrift, die mit  elf Strichen geschrieben werden.
Mit 6 Zeichenverbindungen in Mathews’ Chinese-English Dictionary kommt es nur sehr selten im Lexikon vor.
Zeichen mit diesem Radikal als Sinnträger haben mit Salz und Lauge zu tun wie 鹾 (= salzig).
Das Kurzzeichen 卤 ist eigentlich eine Zeichenverbindung mit Radikal 25.

## Schriftzeichenverbindungen, die vom Radikal 197 regiert werden
| Striche | Zeichen |
| ------- | ------- |
| +0      | 鹵      |
| +04     | 鹶      |
| +05     | 鹷      |
| +08     | 鹸      |
| +09     | 鹹      |
| +10     | 鹺 鹻   |
| +13     | 鹼 鹽   |

 Im Unicodeblock Kangxi-Radikale ist das Radikal 197 unter der Codepointnummer 12.228 (U+2FC4) codiert.